# Anabasitte du Roraima
Roraimia adusta
Genre
Espèce
Statut de conservation UICN

 LC  : Préoccupation mineure
L'Anabasitte du Roraima (Roraimia adusta) est une espèce de passereaux de la famille des Furnariidae, seule représentante du genre Roraimia.

## Répartition
Son aire s'étend à travers les tepuys du Venezuela et régions limitrophes du Roraima et du Guyana.

## Habitat
Son habitat est les montagnes humides tropicales ou subtropicales.

## Sous-espèces
D'après Alan P. Peterson, il existe quatre sous-espèces :
- Roraimia adusta adusta  (Salvin & Godman, 1884)
- Roraimia adusta duidae  Chapman, 1939
- Roraimia adusta mayri  (W.H. Phelps Jr, 1977)
- Roraimia adusta obscurodorsalis  Phelps & W.H. Phelps Jr, 1948